# Michail Gromov

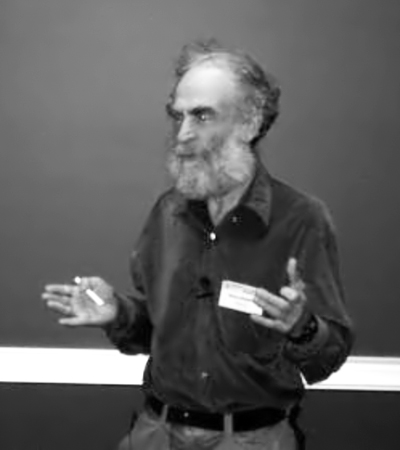
Michail Gromov

Michail Leonidovitsj Gromov (Russisch: Михаил Леонидович Громов) (Boksitogorsk, 23 december 1943) is een Frans-Russisch wiskundige, die bekendstaat voor zijn belangrijke bijdragen aan verschillende deelgebieden van de wiskunde. Hij wordt op de eerste plaats als een meetkundige in de breedste zin des woord beschouwd. 

## Werk
Zijn stijl van meetkunde bedrijven heeft zowel een "grof" als een "fijn" oogpunt. Vaak analyseert hij asymptotische of grootschalige eigenschappen.
Gromov zijn invloed is het meest gevoeld in meetkundige groepentheorie, waar hij groepen van polynomiale groei heeft gekarakteriseerd en hij het begrip, hyperbolische groep heeft gecreëerd; de symplectische topologie, waar hij de pseudoholomorfe krommen introduceerde en de Riemann-meetkunde. Hij is echter ook heel diep in de analyse en de algebra gedoken, waar hij probleem vaak in "meetkundige" termen heeft geformuleerd. Zo is bijvoorbeeld, zijn homotopieprincipe (h-principe) over differentiaalrelaties de basis voor een meetkundige theorie van de partiële differentiaalvergelijkingen.
Gromov behaalde in 1973 zijn doctoraat in Leningrad, waar hij een leerling was van Vladimir Abramovitsj Rochlin. Hij is nu een permanent lid van IHÉS en daarnaast ook professor in de wiskunde aan de New York University.

## Prijzen
- Nemmers-prijs (2004)
- Bolyai-prijs (2005)
- Abel-prijs (2009) “voor zijn revolutionaire bijdragen aan de meetkunde”